# Гильза, Леопольд фон
Леопольд фон Ги́льза (англ. Leopold von Gilsa; 15 августа 1824 — 1 марта 1870) — профессиональный военный, офицер прусской армии, а также офицер Потомакской армии во время Гражданской войны в США. Известен в основном в связи с неудачами федеральной армии в сражениях при Чанселорсвилле и Геттисберге.

## Ранние годы
Леопольд фон Гильза происходил из знатного гессенского рода Фон Гильза. Его отцом был прусский майор Карл Антон фон Гильза (1785–1833), а матерью Агнеса Маделунг (1800–1891). Он родился в Эрфурте в 1824, в 1851 году окончил кадетский корпус и вступил в полк своего отца, 1-й Тюрингский пехотный полк в звании второго лейтенанта. 3 декабря 1848 года его перевели в 4-й пехотный полк. В 1850 году он присоединился к Шлезвиг-Голштинской армии и участвовал в Датско-прусской войне.
В 1850 году он эмигрировал в США и некоторое время подрабатывал пианистом в увеселительных заведениях в Нью-Йорке на Бауэри.

## Гражданская война
Когда началась Гражданская война, Гильза набрал из немецких эмигрантов пехотный полк. Полк был сформирован в мае 1861 года в Йорквилле, штат Нью-Йорк (роты G и Н были набраны в Филадельфии) и принят на службу армии США 6 июня 1861 года сроком на 3 месяца как 41-й Нью-Йоркский пехотный полк. Офицеры и рядовые полка были немцами, из них 700 человек были участниками Датско-прусской войны 1848—1850 годов. 23 из 33 офицеров были ветеранами различных европейских войн. Подполковником стал Эмиль Дуйсинг, в прошлом лейтенант регулярной армии Гессен-Касселя и так же участник войны с Данией.
Фон Гильза стал командовать полком, но официально получил звание полковника 14 августа, хотя и датированное задним числом от 6 июня. 10 июня полк прибыл в Вашингтон. «Отличный полк, — писали столичные газеты, — …они одеты в униформу прусских стрелков: темно-зелёные куртки, серые штаны с красными полосами и темно зелёные фуражки с красными нашивками. Форма роты „А“ имеет турецкое происхождение: это темно-синие куртки и панталоны с красно-чёрными лосинами, голубые кушаки и красные фески с голубыми кистями». Рота А носила название «Зуавы Де Кальба» в честь барона Иоганна Де Кальба, героя войны за Независимость США. Впоследствии это прозвище распространилось на весь полк.
8 июля Гильза отправился с полком в Вашингтон и принял участие в Манасасской кампании, где его полк числился в 4-й бригаде федеральной армии и не был задействован в первом сражении при Булл-Ран. Впоследствии полк участвовал в кампании Фримонта в Западной Вирджинии, был переброшен в долину Шенандоа и задействован в сражении при Кросс-Кейс, где Гильза был ранен при невыясненных обстоятельствах. Из-за этого ранения он пропустил Северовирджинскую кампанию и второе сражение при Булл-Ран, где 41-м полком командовал подполковник Хольмстедт.
В сентября Вирджинская армия была расформирована, корпус Зигеля включён в Потомакскую армию как XI корпус, а Гильза, после выздоровления от ранения, принял командование бригадой Стейхла (который ушёл на повышение). В конце сентября бригада Гильзы имела следующий состав:
- 8-й Нью-Йоркский пехотный полк, подп. Карл Хедтерих
- 41-й Нью-Йоркский пехотный полк, подп. Эрнст Хольмстедт
- 45-й Нью-Йоркский пехотный полк, полк. Джордж фон Эймсберг
- 27-й Пенсильванский пехотный полк, полк. Адольфус Башбек[англ.]